# Murski Vrh
Murski Vrh je naselje v Občini Radenci  v severovzhodni Sloveniji. Leži na gričevnatem območju Slovenskih goric, južno od reke Mure, v vinorodnem okolišu, znanem po vinogradništvu in sadjarstvu. Naselje je del statistične regije Pomurje in spada v tradicionalno pokrajino Štajersko.

## Geografija
Murski Vrh se razprostira na nadmorski višini približno 280 metrov. Zaradi svoje lege na gričevnatem terenu Slovenskih goric ponuja razgled na okoliške vinograde in polja. Podnebje je zmerno celinsko, kar omogoča uspešno pridelavo vinske trte in sadja.

## Zgodovina
Območje Murskega Vrha je bilo naseljeno že v preteklosti, kar potrjujejo arheološke najdbe v širši okolici. V zgodovinskih virih se naselje neposredno ne omenja pogosto, vendar pa je znano po sakralni dediščini, zlasti po Marijinem znamenju iz leta 1671.

## Kulturna dediščina
V Murskem Vrhu stoji zgodnjebaročno stebričasto Marijino znamenje, postavljeno leta 1671. Na podstavku je vklesan napis “16 ANDREE SIGMUNDT GRILL 71”, kar nakazuje, da je bil donator znamenja Andreas Sigmundt Grill. Znamenje sestavlja visok kamnit steber s trikrat stopnjevano bazo, na vrhu katerega stoji kip Device Marije z Detetom. Kip je zaščiten s kovinskim baldahinom iz 19. stoletja. Znamenje je bilo restavrirano leta 1872, prestavljeno leta 1966 po poškodbi zaradi udara strele, in ponovno postavljeno na nov betonski podstavek leta 2000.
Marijino znamenje v Murskem Vrhu je registrirano kot nepremična kulturna dediščina pod evidenčno številko EŠD 963. Zaradi svoje zgodovinske in umetnostne vrednosti je zaščiteno, okolica znamenja pa mora ostati nepozidana, da se ohrani njegova izvirnost in neokrnjenost.